# Marynarka Wojenna Chińskiej Armii Ludowo-Wyzwoleńczej
Marynarka Wojenna Chińskiej Armii Ludowo-Wyzwoleńczej (chiń. upr. 中国人民解放军海军; chiń. trad. 中國人民解放軍海軍; pinyin Zhōngguó Rénmín Jiěfàngjūn Hǎijūn) – jeden z rodzajów sił zbrojnych Chińskiej Armii Ludowo-Wyzwoleńczej, armii Chińskiej Republiki Ludowej. Do początków lat 90. XX wieku marynarka wojenna ChRL podlegała wojskom lądowym. Od tamtego czasu przeszła gwałtowną modernizację i zmianę statusu jako odrębnego rodzaju sił zbrojnych. Reformy i modernizacja marynarki mają za zadanie doprowadzić ChL-W MW do możliwości operowania na pełnym oceanie. Obecnie jest to druga co do wielkości marynarka wojenna świata.

## Doktryna
Od chwili swojego powstania do początków lat 90. chińska marynarka wojenna miała za zadanie głównie obronę wybrzeża ChRL. Wraz z rozwojem gospodarczym i wzrostem międzynarodowego znaczenia Chin, zmieniła się też doktryna przeznaczenia ChL-W MW. Zgodnie z ogłoszoną w 2009 roku Białą Księgą Obronności ChRL stoją przed nimi trzy główne zadania: obrona przed agresją morską, ochrona suwerenności oraz zapewnienie poszanowania prawa morskiego. Wypełnianie tych zadań może pociągać za sobą sześć rodzajów operacji: blokada morska, działania przeciwko morskim liniom komunikacyjnym, ataki na obiekty lądowe, zwalczanie nieprzyjacielskich okrętów, ochrona transportu morskiego i ochrona własnych baz i portów. W Białej Księdze wykluczono możliwość ataku na inny kraj, oraz interwencję dopiero w momencie zagrożenia. Interpretacja tego zapisu polega jednak na uznaniu zagrożenia politycznego za element bezpośrednio zagrażający bezpieczeństwu państwa, w ten sposób formą obrony był udział Chin w wojnie koreańskiej czy konflikt z Indiami.

## Dowództwo
Od kwietnia 2006 roku do 2017 dowódcą był admirał Wu Shengli. Od grudnia 2023 jest nim adm. Hu Zhongming. Komisarzem politycznym z ramienia Komunistycznej Partii Chin jest od stycznia 2022 adm. Yuan Huazhi.

## Organizacja
W 2015 marynarka wojenna liczyła 235000 oficerów i marynarzy, w tym 25000 w morskich siłach powietrznych, około 10000 w piechocie morskiej i 28000 w straży granicznej. 
Podzielona jest na trzy związki operacyjne:
- Flota Morza Północnego (siedziba w Qingdao, prowincja Shandong)
- Flota Morza Wschodniego (siedziba w Ningbo, prowincja Zhejiang)
- Flota Morza Południowego (siedziba w Zhanjiang, prowincja Guangdong)

W każdej flocie znajdują się dwie dywizje okrętów podwodnych, trzy dywizje niszczycieli i fregat oraz jedna dywizja okrętów obrony przeciwminowej. We Flocie Północnej znajduje się jedna dywizja sił amfibijnych, a w pozostałych flotach po dwie dywizje. Flota Południowa posiada w swoim składzie (2016) także dwie brygady piechoty morskiej. W skład każdej brygady wchodzą trzy pułki piechoty i jeden pułk artylerii.

## Okręty
| Zdjęcie               | Typ                                           | Rodzaj                                            | Okręty | Wejście do służby        | Wyporność (t) | Długość (m) |
| --------------------- | --------------------------------------------- | ------------------------------------------------- | --- | ------------------------ | ------------- | ----------- |
| Okręty podwodne (65)  |                                               |                                                   | |                          |               |             |
|                       | typ 96                                        | SSBN; nuklearne z pociskami balistycznymi         | 2 w budowie |                          |               |             |
|                       | typ 094 / Jin                                 | SSBN; nuklearne z pociskami balistycznymi         | ? Changzheng 10 Changzheng 11 Changzheng 18 | 2007–                    | 11 000        | 135         |
|                       | typ 093 / Shang                               | SSN; nuklearne, myśliwskie                        | 12 sztuk | 2003–                    | 6000          | 110         |
|                       | typ 092 / Xia                                 | SSBN; nuklearny z pociskami balistycznymi         | 406 | 1981                     | 7000          | 120         |
|                       | typ 091 / Han                                 | SSN; nuklearne, myśliwskie                        | 403, 404, 405 | 1984–1991                | 4500          | 98          |
|                       | projekt 629 / Golf                            | SSB; diesel-elektryczny z pociskami balistycznymi | 1 sztuka | 1966                     | 3553          | 98,4        |
|                       | typ 043 / Qing                                | SSK; diesel-elektryczny, myśliwski                | 1 sztuka | ?                        | ?             | ?           |
|                       | typ 041 / Yuan                                | SSK; diesel-elektryczne, myśliwskie               | 13 sztuk | 2005–                    | 4000          | 75          |
|                       | typ 039 / Songtyp 039G / Songtyp 039G1 / Song | SSK; diesel-elektryczne, myśliwskie               | 13 sztuk: 320314, 321, 322, 323, 324 plus 2315, 316, 318, 327 plus 1 | 1999–                    | 2250          | 74,9        |
|                       | projektu 636 / Kilo II636M / Kilo II          | SSK; diesel-elektryczne, myśliwskie               | 10 sztuk: 366, 367368, 369, 370, 371, 372, 373, 374, 375 | 1997–19982004–2005       | 4000          | 75          |
|                       | projekt 877EKM / Yuanzheng – Kilo             | SSK; diesel-elektryczne, myśliwskie               | 364, 365 | 1994-1995                | 3036          | 72,6        |
|                       | typ 035 (ES5E) / Mingtyp 035 (ES5F)           | SSK; diesel-elektryczne, myśliwskie               | 13 sztuk | 1987-19961998-2001       | 1830          | 76,6        |
| Lotniskowce (3)       |                                               |                                                   | |                          |               |             |
|                       | Liaoning                                      | konwencjonalny, STOBAR                            | 16 Liaoning | 2012                     | 67 500        | 304,5       |
| Okręty desantowe (4)  |                                               |                                                   | |                          |               |             |
|                       | Typ 075                                       | Okręty desantowe-doki/transportowce               | 1 w służbie, 2 w budowie | 2021                     | 40 000        |             |
|                       | typ 071 / Yuzhao                              | Okręty desantowe-doki/transportowce               | 589 Changbai Shan, 598 Kunlun Shan, 599 Jinggang Shan | 2007 2011 2012           | 20 000        | 210         |
| Niszczyciele (28)     |                                               |                                                   | |                          |               |             |
|                       | typ 055 / Renhai                              | Niszczyciel rakietowy                             | 3 sztuki w służbie Nanchang Lhasa Dalian | 2020 2021                | 13 000        | 180         |
|                       | typ 052D / Luyang III                         | Niszczyciel rakietowy                             | 13 sztuk 14 przechodzi próby a kolejnych 9 jest w trakcie wyposażania. 172 Kunming 173 Changsha 174 Hefei 175 Yinchuan 117 Xining                                                              | 2014 2015 2016 2017      | 7500          | 156         |
|                       | typ 052C / Luyang II                          | Niszczyciel rakietowy obrony przeciwlotniczej     | 170 Lanzhou 171 Haikou 150 Changchun 151 Zhengzhou 152 Jinan 153 Jinan | 2004 2005 2013 2014 2015 | 7000          | 154         |
|                       | typ 052B / Luyang I                           | Niszczyciel rakietowy                             | 168 Guangzhou 169 Wuhan | 2004                     | 6500          | 154         |
|                       | typ 051C / Luzhou                             | Niszczyciel rakietowy obrony przeciwlotniczej     | 115 Shenyang 116 Shijiazhuang | 2006 2007                | 7100          | 155         |
|                       | typ 051B / Luhai                              | Niszczyciel rakietowy                             | 167 Shenzhen | 1998                     | 6100          | 153         |
|                       | projekt 956EM / Sovremenny II                 | Niszczyciel rakietowy                             | 138 Taizhou 139 Ningbo | 2005 2006                | 7940          | 156         |
|                       | projekt 956A / Sovremenny I                   | Niszczyciel rakietowy                             | 136 Hangzhou 137 Fuzhou | 1999 2000                | 7940          | 156         |
|                       | typ 052 / Luhu                                | Niszczyciel rakietowy                             | 112 Harbin 113 Qingdao | 1994                     | 4800          | 144         |
|                       | typ 051 / Luda051G / Luda III051DT / Luda IV  | Niszczyciel rakietowy                             | 134 Zunyi 164 Guilin 165 Zhanjiang166 Zhuhai109 Kaifeng 110 Dalian | 1982 1985 19911975       | 3670          | 132         |
| Fregaty (44)          |                                               |                                                   | |                          |               |             |
|                       | typ 054A / Jiangkai II                        | Fregata rakietowa                                 | 30 sztuk 530 Xuzhou 529 Zhoushan 570 Huangshan 568 Hengyang 571 Yuncheng 569 Yulin 548 Yiyang 549 Changzhou 538 Yantai 546 Yancheng 572 Hengshui 573 Liuzhou 547 Linyi 575 Yueyang 550 Weifang | 2008 2010 2011 2012 2013 | 4053          | 134,1       |
|                       | typ 054 / Jiangkai I                          | Fregata rakietowa                                 | 525 Ma'anshan 526 Wenzhou | 2005 2006                | 4300          | 134         |
|                       | typ 053H3 / Jiangwei II                       | Fregata rakietowa                                 | 522 Lianyungang 521 Jiaxing 523 Putian 564 Yichang 565 Huludao 524 Sanming 567 Xiangfan 566 Huaihua 527 Luoyang 528 Mianyang                                                                   | 1998 1999 2000 2002 2005 | 2393          | 112         |
|                       | typ 053H2G / Jiangwei I                       | Fregata rakietowa                                 | 539 Anqing 540 Huainan 541 Huaibei 564 Tongling | 1992 1993 1994           | 2393          | 112         |
|                       | typ 053 / Jianghu                             | Fregata rakietowa                                 | 13 sztuk | 1975-1987                | 1700          | 103         |
| Korwety (32)          |                                               |                                                   | |                          |               |             |
|                       | typ 056 / Jiangdao                            | Korweta rakietowa                                 | 50 sztuki 21 znajduje się w fazie wyposażania. | 2013-                    | 1440          | 95,5        |
| Kutry rakietowe (119) |                                               |                                                   | |                          |               |             |
|                       | typ 22 / Houbei                               | Kutry rakietowe                                   | 83 sztuki | 2004-                    | 224           | 42,6        |
|                       | typ 037-II / Houjian                          | Kutry rakietowe                                   | 770 Yangjiang 771 Shunde 772 Nanhai 773 Panyu 774 Lianjiang 775 Xinhui | 1992-2002                | 520           | 65,4        |
|                       | typ 037-IG / Houxin                           | Kutry rakietowe                                   | 20 sztuk | 1991-1999                | 478           | 62,8        |